# Потапов, Александр Семёнович (Герой Советского Союза)
Алекса́ндр Семёнович Пота́пов (8 октября 1914 — 12 января 1943) — советский военно-морской лётчик, участник Великой Отечественной войны, Герой Советского Союза (14.06.1942). Капитан (1942).

## Биография
Родился в семье крестьянина, окончил 7 классов. Русский. После окончания школы работал счетоводом на Ленской хлопчатобумажной фабрике в городе Павловский Посад.
В Военно-Морском Флоте с августа 1936 года. Окончил Военно-морское авиационное училище имени Сталина в городе Ейске. С января 1939 года служил в ВВС Балтийского флота: младший лётчик 42-го истребительного авиаполка ВМФ, с апреля 1939 года младший лётчик, а с мая 1940 года — командир звена 13-й отдельной истребительной авиационной эскадрильи. 
Участник советско-финской войны 1939—1940 годов.
Член ВКП(б) с 1941 года. 
Участник Великой Отечественной войны с июня 1941 года. С июня по сентябрь 1941 года командовал звеном в 12-й отдельной истребительной эскадрилье ВВС Балтийского флота. На истребителе И-15 бис совершил до 60 боевых вылетов. В сентябре 1941 года переведён командиром звена 57-го штурмового авиационного полка 8-й бомбардировочной авиационной бригады ВВС Балтийского флота. Освоил штурмовик Ил-2. Участник битвы за Ленинград.
Лейтенант Александр Потапов к началу 1942 года совершил 55 боевых вылетов на штурмовике Ил-2, нанес большой урон противнику в живой силе и технике, уничтожив 19 танков, 70 фургонов, 124 автомашины, 39 зенитных орудий, 9 зенитных пулемётов, 10 повозок, 2 цистерны. За эти подвиги был представлен к званию Героя Советского Союза.
Указом Президиума Верховного Совета СССР «О присвоении звания Героя Советского Союза начальствующему составу Военно-морского флота» от 14 июня 1942 года за «образцовое выполнение боевых заданий командования на фронте борьбы с немецкими захватчиками и проявленные при этом отвагу и геройство» удостоен звания Героя Советского Союза с вручением ордена Ленина и медали «Золотая Звезда».
В январе 1942 года был направлен учиться и в июле того же года окончил Курсы усовершенствования начальствующего состава ВВС ВМФ. После их окончания в июле 1942 года назначен командиром эскадрилью формирующегося на Черноморском флоте 47-го штурмового авиационного полка, с которым с сентября 1942 года в составе 217-й истребительной авиационной дивизии 4-й воздушной армии участвовал в обороне Кавказа.
В октябре 1942 года его вернули на Балтику и назначили заместителем командира 57-го штурмового авиационного полка ВМФ. Капитан Потапов Александр Семёнович не вернулся с боевого задания 12 января 1943 года. В этот день началась операция советских войск по прорыву блокады Ленинграда и капитан Потапов повёл шестёрку Илов на штурмовку немецкого укрепузла обороны в районе деревни Келколово Кировского района Ленинградской области в условиях сильного зенитного огня. В последний раз его самолёт видели дымящимся и со снижением направлявшимся в сторону линии фронта. Официально числится пропавшим без вести. Его имя увековечено на мемориале братской могилы вблизи посёлка Мга Кировского района Ленинградской области.

## Награды
- Герой Советского Союза (14 июня 1942 года, медаль «Золотая Звезда» № 590);
- два ордена Ленина (24 ноября 1941 года, 14 июня 1942 года);
- орден Красного Знамени (13 августа 1941 года);
- орден Красной Звезды (21 апреля 1940 года).

## Память
- Именем Героя названы улицы в городах Санкт-Петербург (1952) и Павловский Посад.
- В Павловском Посаде установлен бюст А. С. Потапова, его имя носит местный Дворец культуры.